# شعوب الأرض الوسطى
شعوب الأرض الوسطى (1996)، وهو المجلد الثاني عشر والأخير من سلسلة «تاريخ الأرض الوسطى»، الذي حرره كريستوفر تولكين من المخطوطات غير المنشورة لوالده جون رونالد تولكين. تظهر بعض الشخصيات (بما في ذلك أناغين، زوجة فينغولفن) في هذا المجلد فقط، وكذلك بعض الأعمال الأخرى التي لا تناسب أي مكان آخر.

## المحتويات
نشر كل مجلد من كتاب «تاريخ الأرض الوسطى» على صفحة العنوان، نقشًا لكريستوفر تولكين بأحرف فنورية (في تنغوار، وهي أبجدية جون رونالد تولكين، أُعدت من أجل التواصل مع الجان السامين)، تصف محتويات الكتاب. يقول النقش في المجلد الثاني عشر: «هذا هو المجلد الأخير من عمل كريستوفر تولكين الذي جمع فيه جزءًا كبيرًا من كل ما كتبه والده جون رونالد رويل تولكين عن الأرض الوسطى وفالينور. اتُبع في هذا الكتاب استنباط تاريخ العصور المتأخرة في شمال غرب الأرض الوسطى بعد المعركة العظمى وسقوط مورغوث ».

### الجزء الأول: المقدمة والتذييلاتسيد الخواتم
يركز هذا القسم على تغطية تطوير مقدمة وتذييلات «سيد الخواتم» وكذلك «ألكابيث»، إلى جانب الموضوعات والأفكار المرتبطة بها. يُعتبر إلى حد بعيد القسم الأكثر جوهرية من الكتاب، ويتألف من نحو 300 صفحة من أصل 480 صفحة نصية للكتاب. وهو يتضمن مسودات مبكرة من مقدمة الرواية وتذييلاتها عن اللغات وأشجار العائلة والتقويمات، بالإضافة إلى تاريخ ألكابيث «حكاية السنين» (التسلسل الزمني للعصور الثانية والثالثة)، وورثة إيلينديل، وصنع الملحق أ.

### الجزء الثاني: كتابات متأخرة
تتألف معظم المواد التي نُشرت بعد عام 1969، من مقالات «الأقزام والرجال»، التي تدور حول تطوير لغات هذه الأعراق، «شيبوليت فنور»، ولسانيات لغة إلفيش في كوينيا، وإعطاء مسميات لعلم الأسماء من أمراء نولدر، «مشكلة روس»، واستكشاف لاحقة «روس» التي وجدت في أسماء معينة مثل إلروس وميدروس، وبعض «الكتابات الأخيرة» التي تتناول موضوعات الإستاريين وغلورفيندليين غوندولين وريفنديل، وسيردان مصلح السفينة.

### الجزء الثالث: تعاليم بانغأولو
يتضمن سرد موجز يعود إلى فترة كتاب الحكايات المفقودة، ويقدم المعلومات التي أرسلها بانغأولو من غوندولين إلى إيلفواين من إنجلترا فيما يتعلق بالتقسيم في لسانيات إلفن.

### الجزء الرابع: حكايات غير مكتملة
قصتان كتبتا في خمسينيات القرن العشرين.

#### الظل الجديد
«الظل الجديد» هو تكملة «لـسيد الخواتم»، أُعد بعد ما يزيد قليلاً عن قرن من الزمان في عهد الملك إلداريون، ابن أراغورن. كتب تولكين ثلاثة إصدارات من بداية هذه القصة، ولكن جرى التخلي عنها جميعًا بعد بضع صفحات.

#### تال-إلمار
أُعد «تال-إلمار» في العصر الثاني وتحدث عن استعمار نيومينورين للأرض الوسطى من وجهة نظر «الرجال الجامحين». ينحدر طابع اللقب والبطلة بشكل جزئي، وهو أحد السكان القدامى في أراضي غندور، من مستوطنين نيومينورين.